# Julio César Baldivieso
Julio César Baldivieso Rico (Cochabamba, 2 de dezembro de 1971) é um técnico e ex-futebolista boliviano que atuava como meio-campista. Atualmente está sem clube.

## Carreira
Em clubes, iniciou sua carreira em 1987, atuando pelo Jorge Wilstermann. Em 20 anos como jogador, atuou em outras 11 equipes, com destaque para Newell's Old Boys, Bolívar e Yokohama F. Marinos. Encerrou a carreira de jogador em 2008, jogando pelo Aurora, onde atuara em 2002 e 2003, virando treinador da mesma equipe no mesmo ano. Comandou também Real Potosí, Nacional Potosí, San José, Jorge Wilstermann e Universitario de Sucre, antes de assumir o comando técnico da Seleção Boliviana em agosto de 2015, sucedendo ao ex-goleiro Mauricio Soria.

## Seleção
Pela Seleção Boliviana, esteve na Copa de 1994 e em 5 edições da Copa América (1991, 1993, 1995, 1997 e 2001). Em 14 anos de carreira internacional, Baldivieso jogou 85 partidas e marcou 15 gols.

## Polêmicas
Em julho de 2009, Baldivieso voltou às manchetes ao escalar seu filho Mauricio, então com 12 anos de idade, no jogo entre Aurora e La Paz, na primeira rodada do Torneio Clausura do Campeonato Boliviano. Ao sofrer uma falta, o garoto caiu no choro e El Emperador (apelido do técnico) criticou as atitudes do árbitro e dos atletas do La Paz, que não aprovaram tal atitude.
Já no comando da Seleção Boliviana, envolveu-se novamente em polêmica: ao criticar a postura do técnico, Marcelo Moreno, principal nome da equipe, disse que não jogaria novamente pela Bolívia enquanto Baldivieso permanecesse no cargo. Ronald Raldes, que perdeu a braçadeira de capitão, também encerrou a carreira internacional.
Com a frágil campanha na Copa América Centenário, onde foi eliminada na primeira fase, a Federação Boliviana de Futebol demitiu Baldivieso, que em 11 jogos, venceu apenas um, contra a Venezuela.

## Títulos

### Como jogador

#### Seleção Boliviana
- Copa América de 1997: 2º Lugar